# Cyathea media
Cyathea media là một loài dương xỉ trong họ Cyatheaceae. Loài này được K.A. Wagner & Grether mô tả khoa học đầu tiên năm 1948.
Danh pháp khoa học của loài này chưa được làm sáng tỏ. 